# Катерина I (королева Наварри)
Катерина I ( 18 квітня 1468—12 лютого 1517) — королева Наварри (разом з чоловіком) у 1483—1517 роках.

## Біографія
Походила з династії Фуа. Молодша донька Гастона де Фуа, принц Віанського, і Магдалени Валуа, сестра Людовика XI, короля Франції. Після смерті свого брата Франциска I у 1483 році успадкувала трон Наварри, графства Фуа і Бігорр, віконство Беарн. Регенткою стала її мати.
Втім того ж року владу Катерини I став оскаржувати її стрийко Жан де Нарбонн, що претендував на трон Наварри. Це у свою чергу поновило конфлікт між родами Аграмон і Бомон. В цій складній ситуації регентка Магдалена Валуа влаштувала у 1484 році шлюб королеви з Жаном де Альбре. Весілля відбулося 1486 року у Лескарі. В результаті на бік Катерини I перейшли північнонаваррські та західногасконські аристократи.
Проте боротьба з претендами на наваррський трон тривала до 1494 року, коли було укладено мирні договори з Бомонами та Фердинандом II Арагонським. Після цього відбулася коронація Катерини I разом з чоловіком у Памплоні. У 1495 році померла мати королеви.
У 1504 році Катерина I оголосила своїм спадкоємцем сина Генріха. У 1512 році уклала договір з Людовиком XII, королем Франції, щодо союзу між Наваррою і Францією проти Кастилії і Арагону. Натомість домовлено про шлюб інфанта Генріха з французькою принцесою.
У відповідь Фердинанд II Арагонський, заручившись підтримкою папи римського Юлія II, спрямував Фердинанда де Толедо для захоплення Наварри. Катерина I не зуміла протидіяти загарбниками, які захопили Верхню Наварру разом зі столицею королівства Памплоною. Королева разом з чоловіком втекла до Беарну. З цього моменту по черзі мешкала у містах По, Ортез і Тарба. 23 березня 1513 року кортеси Наварри під тиском роду Бомон проголосували  приєднання до королівства Кастилія. У 1515 році цей процес остаточно завершився після відповідного рішення кортесів Кастилії в Бургосі.
У 1516 році наваррські війська при підтримці французів спробували відвоювати втрачені землі. Але цей похід був невдалим. Того ж року помер чоловік Катерини I. Вона сама померла наступного року у містечку Мон-де-Марсан (південна Гієнь). Владу успадкував її син Генріх.

## Родина
Чоловік — Іоанн III де Альбре
Діти:
1. Анна (1492—15.08.1532)
2. Магдалина (29.03 1494—травень 1504)
3. Катерина (1495—листопад 1532), аббатиса монастиря Триніті
4. Іоанна (15 червня—листопад 1496)
5. Кітерія (1499—1536), аббатиса монастиря Монтівільєс
6. Син (червень 1500)
7. Андрій (14.10 1501 — 17.04 1503)
8. Генріх (18.04 1503 — 25.05 1555), король Наварри у 1517—1555 роках.
9. Бонавентура (14.07 1505 —1510/1511)
10. Мартин (1506- після 1512)
11. Франциск (1508-після 1512)
12. Карл (12.12 1510—вересень 1528)
13. Ізабелла (1513—1560), дружина Рене I, віконта Роґан
14. Син (1491/1517)

## Галерея

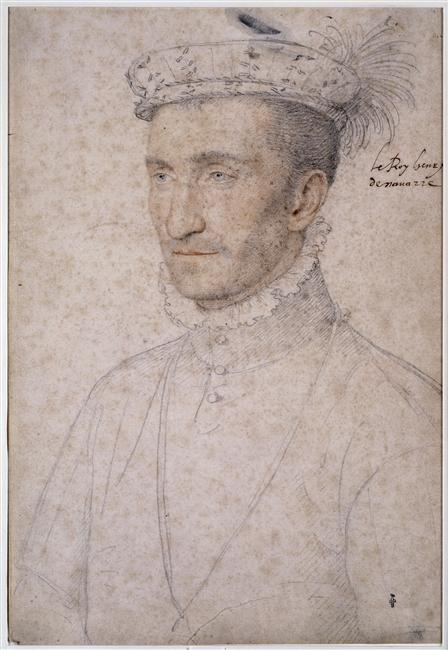
Генріх